# Municipio de Fairplay (Indiana)
El municipio de Fairplay (en inglés: Fairplay Township) es un municipio ubicado en el condado de Greene en el estado estadounidense de Indiana. En el año 2010 tenía una población de 575 habitantes y una densidad poblacional de 8,48 personas por km².

## Geografía
El municipio de Fairplay se encuentra ubicado en las coordenadas 39°2′55″N 87°0′19″O / 39.04861, -87.00528. Según la Oficina del Censo de los Estados Unidos, el municipio tiene una superficie total de 67.82 km², de la cual 66,96 km² corresponden a tierra firme y (1,27 %) 0,86 km² es agua.

## Demografía
Según el censo de 2010, había 575 personas residiendo en el municipio de Fairplay. La densidad de población era de 8,48 hab./km². De los 575 habitantes, el municipio de Fairplay estaba compuesto por el 97,74 % blancos, el 0,17 % eran afroamericanos, el 0,7 % eran amerindios, el 0,35 % eran asiáticos, el 0,52 % eran de otras razas y el 0,52 % eran de una mezcla de razas. Del total de la población el 1,04 % eran hispanos o latinos de cualquier raza.